# Resolutie 309 Veiligheidsraad Verenigde Naties
Resolutie 309 van de Veiligheidsraad van de Verenigde Naties was de eerste van vier resoluties die door de VN-Veiligheidsraad werden aangenomen op 4 februari 1972. Veertien leden stemden voor. China nam niet deel aan de stemming. De Veiligheidsraad vroeg secretaris-generaal Kurt Waldheim contact te leggen met alle partijen inzake de bezetting van Zuidwest-Afrika door Zuid-Afrika om schot in de zaak te krijgen.

## Achtergrond
Zuid-Afrika had na de Eerste Wereldoorlog een mandaat gekregen om Zuidwest-Afrika, het huidige Namibië, te besturen. Daar kwam tegen de jaren zestig verzet tegen. Zeker nadat Zuid-Afrika een politiek van apartheid begon te voeren, kwam er ook internationaal verzet, en in 1968 beëindigde de Verenigde Naties het mandaat. Zuid-Afrika weigerde Namibië te verlaten en hun verdere aanwezigheid werd door de VN illegaal verklaard.

## Inhoud
De Veiligheidsraad had de kwestie-Namibië verder bekeken en erkende de speciale verantwoordelijkheid van de VN voor het volk en territorium van Namibië. De Veiligheidsraad herbevestigde nogmaals het recht van het Namibische volk op zelfbeschikking en onafhankelijkheid, evenals de nationale eenheid en territoriale integriteit van Namibië.
De Veiligheidsraad vroeg secretaris-generaal Kurt Waldheim om samen met de leden Argentinië, Somalië en Joegoslavië alle betrokken partijen te contacteren om de omstandigheden te creëren om dit recht uit te oefenen. Zuid-Afrika werd opgeroepen samen te werken met de secretaris-generaal aan de uitvoering van deze resolutie.
Aan de secretaris-generaal werd gevraagd om tegen 31 juli over de uitvoering van deze resolutie te rapporteren.

## Verwante resoluties
- Resolutie 300 Veiligheidsraad Verenigde Naties
- Resolutie 301 Veiligheidsraad Verenigde Naties
- Resolutie 310 Veiligheidsraad Verenigde Naties
- Resolutie 311 Veiligheidsraad Verenigde Naties

Lijst ·  308 ·  309 ·  310 ·  311 ·  312 ·  313 ·  314 ·  315 ·  316 ·  317 ·  318 ·  319 ·  320 ·  321 ·  322 ·  323 ·  324